# Ladis
Ladis je obec v Rakousku. Leží ve spolkové zemi Tyrolsko v okrese Landeck. V obci na rozloze 710 ha žije 531 obyvatel.
Nachází v nadmořské výšce 1 180 m na terase Sonnenterrasse na úpatí pohoří Samnaungruppe, asi 400 metrů nade dnem údolí Oberinntal. Nad obcí se tyčí Schönjoch (2491 m n. m.), severozápadní vrchol Samnaungruppe. Naproti přes údolí se nachází vstup do údolí Kaunertal ohraničený dvěma hřebeny Ötztalských Alp, Glockturmkammem (až 3148 m n. m.) a Kaunergratem (Aifnerspitze (2779 m n. m.).

## Historie
První písemná zmínka o obci pochází z roku 1220, kde je uváděna jako ecclesia de Laudes. V roce 1520 byl do farnosti dosazen kněz, do té doby pastoračně náležela pod faru v Serfausu. Samostatnou farností se stala v roce 1891.

## Pamětihodnosti
- římskokatolický farní kostel sv. Martina – klasicistní kostel z let 1829 až 1831
- Rechelerhaus – památkově chráněná bývalá farma, dnes využívána jako kulturní centrum
- Hrad Laudegg – obytná věž postavena kolem roku 1200, malý palác o něco později; rekonstruován v roce 1940